# O3 Entertainment
O3 Entertainment (On Our Own Entertainment) est un éditeur de jeux vidéo américain fondé en 2004 et disparu en 2008.

## Ludographie
- 2004 : Alien Hominid (GameCube, Xbox)
- 2004 : D-Day (PC)
- 2004 : Medieval Lords (PC)
- 2004 : Torrente (PC)
- 2005 : Chaosfield (GameCube)
- 2005 : Pocket Dogs (Game Boy Advance)
- 2006 : Back to Stone (Game Boy Advance)
- 2006 : Mazes of Fate (Game Boy Advance)
- 2006 : Konductra (Nintendo DS)
- 2007 : Tank Beat (Nintendo DS)
- 2008 : Chaos Wars (PlayStation 2)
- Annulé : Radio Allergy (GameCube)